# Peter Rosei
Œuvres principales
- Landstriche (1972)
- Wer war Edgar Allan ? (1977)
- 15 000 Seelen (1985)
- Rebus (1990)

Peter Rosei, né le 17 juin 1946 à Vienne, est un écrivain autrichien.

## Biographie
Peter Rosei fait des études de droit. 
Il travaille comme secrétaire du peintre autrichien Ernst Fuchs de 1969 à 1971.
Il se consacre ensuite à son travail d'écriture. Même s'il publie deux recueils de poèmes, c'est le recueil de récits intitulé Landstriche (1972) qui le fait connaitre.
Dans les années 1980, il publie un ensemble de six romans (avec en point d'orgue Quinze mille âmes), rappelant selon l'auteur un "retable épique", construit en plusieurs volets autour d'un centre.
En 1990, avec son roman Rebus, Rosei se tourne vers une écriture plus complexe, s'inspirant de la technique cinématographique.
Il est le frère du dessinateur Franz Rosei.

## Œuvres
- Landstriche, 1972
- Bei schwebendem Verfahren, 1973
- Wege, 1974
- Entwurf für eine Welt ohne Menschen. Entwurf zu einer Reise ohne Ziel, 1975
- Klotz spricht mit seinem Anwalt, 1975
- Der Fluß der Gedanken durch den Kopf, 1976
- Wer war Edgar Allan?, 1977
- Nennt mich Tommy, 1978
- Von hier nach dort, 1978, traduit en français sous le titre Un peu plus loin, 1980.
- Alben, 1979
- Chronik der Versuche, ein Märchenerzähler zu werden, 1979
- Innenhof, 1979 (avec Johann Kräftner)
- Das Lächeln des Jungen, 1979
- Regentagstheorie,  1979
- Das schnelle Glück, 1980
- Frühe Prosa, 1981
- Die Milchstraße, 1981
- Tage des Königs, 1982
- Versuch, die Natur zu kritisieren, 1982
- Reise ohne Ende,  1983
- Komödie,  1984, traduit en français sous le titre Comédie, 1987
- Landstriche, Wege, Verstreutes, 1984
- Mann & Frau,  1984, traduit en français sous le titre Homme et femme, 1987
- Franz und ich, 1985
- 15000 Seelen,  1985 traduit en français sous le titre Quinze mille âmes, 1988
- Die Wolken,  1986, traduit en français sous le titre Les Nuages, 1988
- Der Aufstand,  1987
- Unser Landschaftsbericht, 1988, traduit en français sous le titre L'Insurrection, 1990
- Die Schuldlosen,  1990
- Rebus, 1990
- Aus den Aufzeichnungsbüchern, 1991
- Der Mann, der sterben wollte samt einer Geschichte von früher, 1991
- Fliegende Pfeile, 1993
- Beiträge zu einer Poesie in der Zukunft, 1995
- Persona, 1995
- Kurzer Regentag, 1997
- Verzauberung, 1997
- Naturverstrickt, 1998
- Viel früher, 1998
- Liebe & Tod, 2000
- St. Petersburg, Paris, Tokyo ..., 2000
- Album von der traurigen und glücksstrahlenden Reise, 2002
- Dramatisches I, 2002
- Dramatisches II, 2004
- Wien Metropolis, 2005
- Die sog. Unsterblichkeit, 2006
- Österreichs Größe, Österreichs Stolz,2008
- Das große Töten, 2009
- Geld!, 2011
- Madame Stern, 2013
- Die Globalisten, 2014

## Distinctions
- 1973 : Rauriser Literaturpreis
- 1986 : Prix Elias-Canetti
- 1993 : Prix Franz-Kafka
- 1999 : Prix Anton-Wildgans